# Dexia vacua
Dexia vacua är en tvåvingeart som först beskrevs av Fallen 1817.  Dexia vacua ingår i släktet Dexia och familjen parasitflugor. Arten är reproducerande i Sverige. Inga underarter finns listade i Catalogue of Life.